# أتيلا كوفاتش
أتيلا كوفاتش (بالمجرية: Kovács Attila)‏ (17 فبراير 1981 ببودابست في المجر - ) هو لاعب كرة قدم مجري في مركز حراسة المرمى. لعب مع Ceglédi VSE ‏ وBalassagyarmati VSE ‏ وFC Veszprém ‏ ونادي تاتابانيا ‏ ونادي سيبيل ‏ ونادي باكسي.

## وصلات خارجية
- أتيلا كوفاتش على موقع اتحاد المجر (الهنغارية)
- أتيلا كوفاتش على موقع قاعدة بيانات كرة القدم.إي يو (الإنجليزية)